# 伯恩斯·麦金尼
伯恩斯·麦金尼（英語：Bones McKinney，1919年1月1日—1997年5月16日），美国NBA联盟职业篮球运动员。